# Svenska mästerskapen i maskinskrivning
Svenska mästerskapen i maskinskrivning var en tävling som startades av Dagens Nyheter år 1924. De tre första tävlingarna hölls årligen och därefter hölls tävlingen vartannat år. När arrangemanget växte hölls tävlingarna på flera håll i landet och i samarbete med lokala dagstidningar. Företaget Åtvidabergs industrier hade ett affärsmässigt engagemang i tävlingarna eftersom de tillverkade skrivmaskinerna Halda och Facit.

## Historik
Den 6 maj 1924 utlyste Dagens Nyheter sin första maskinskrivningstävling. Kraftmätningar i konsten att skriva maskin hade arrangerats tidigare men de var tillfälliga och följdes aldrig upp. Först genom Dagens Nyheters initiativ blev tävlingar på skrivmaskin organiserade och regelbundet återkommande i Sverige som de var utomlands. Närmaste inspirationen kom från tidningen Politiken i Köpenhamn som också höll en tävling år 1924. Upplägget i Danmark var 15 minuters skrivning som utfördes av ett fyrtiotal deltagare. Enbart tre godkändes.
Dagens Nyheter (DN) presenterade för ett antal sakkunniga personer idén om en svensk tävling i maskinskrivning. Dessa personer var rektor Harald Wiklund vid Bar-Lock-institutet samt lärarna i maskinskrivning Hilda Kjellberg vid Stockholms borgarskolors handelslinje och Ellen Johanson vid Frans Schartaus handelsinstitut. DN tog också kontakt med de båda stora kontoristorganisationerna Kvinnliga kontoristföreningen och Sveriges kontoristförening, vilkas ordförande Edith Lindblom och disponent J E Brundin, tillsammans med de tidigare nämnda och en representant för DN:s ledning, konstituerade sig som tävlingens prisnämnd.
Trots att bara tio dagar anslogs för anmälningar samlades hela 210 deltagare. Av dem ställde 196 upp till tävlan i Södra Latins gymnastiksal söndagen den 25 maj. 104 tävlande, eller 53 procent, godkändes. Om tävlingen upprepades under några år skulle den säkert fånga affärs- och kontorsvärldens intresse, resonerade arrangörerna. Och så blev det.
De två närmsta åren hölls nya maskinskrivningstävlingar. År 1925 infördes en minimifordran på 7 000 bruttonedslag i halvtimmen. Det blev en övervikt i bedömningen på snabbhet men säkerheten var också ett sätt att se kvaliteten på prestationerna. Dubbelskrivning av rad innebar kassering.
Första årets rekord på 12 947 nedslag ställdes vid andra tävlingen helt i skuggan av maskinskrivningsfenomenet Emmy Karlsson på Bar-Lock skrivbyrå vars första segerresultat var 15 553 nedslag. Karlsson tog hem segern totalt fem gånger där tävlingen år 1936 var den sista då hon presterade inte mindre än 16 649 nettonedslag.
De tre första tävlingarna hölls varje år. Därefter infördes tvåårsintervall. Det ansågs också bra eftersom det skulle innebära fler nya rekryter vid varje tävlingstillfälle. Fjärde arrangemanget hölls alltså år 1928 och utmärkte sig genom att vara en rikstävling. Det ordnades parallelltävlingar i Malmö, Göteborg och Sundsvall med respektive dagstidningar på orten, Sydsvenskan, Göteborgs Handelstidning och Sundsvalls Tidning, som medarrangörer. Samtidigt infördes en skärpning av tävlingsreglerna. Klassindelning efter redan genomförda tävlingar och extra straffbeläggning i två etapper av hög felprocent. Nu var det svårare att klara sig på snabbhet. Tonvikt lades på välskrivning.
Antal deltagare ökade sedan från år 1930 och framåt. Tio år senare var antalet deltagare i mästerskapen 500 personer. Södra Latin hade då blivit för litet. Tävlingen i Stockholm flyttade till Berns salonger. Ljudet från cirka 200 samtidigt smattrande skrivmaskiner beskrevs som liknande ett tremotorigt flygplan. På riksnivån hade tävlingarna nu utökats till att omfatta Örebro hos Nerikes Allehanda och Eskilstuna hos Eskilstuna-Kuriren.
1940 års prisnämnd utgjordes av redaktör Sven Jansson, direktör Helge Heilborn, disponent J E Brundin och rektor Harald Wiklund. Tidtagning gjordes med skeppskronometer. Som stoppsignal användes bilhorn framför en mikrofon.
År 1956 ställdes maskinskrivningstävlingarna in på grund av lokalsvårigheter.